# Смерть от вентилятора

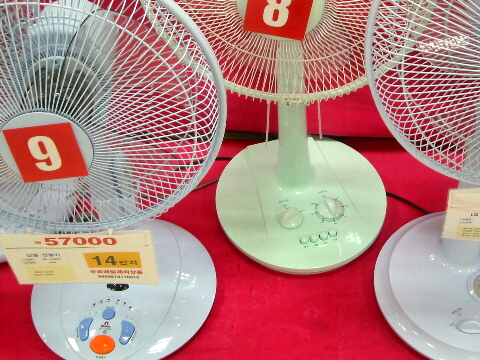
Продающиеся в Южной Корее вентиляторы оснащены таймерами, позволяющими устройству автоматически выключаться через определённое время для предотвращения несчастных случаев

Смерть от вентиля́тора — распространённое в Южной Корее поверье, согласно которому включенный на ночь в закрытой комнате вентилятор может привести к летальному исходу.
Легенда имеет рациональное зерно — лето в Корее жаркое и сырое, и человек со слабым здоровьем может умереть просто от жары. «Вина» вентилятора лишь в том, что он расширяет «комфортный» диапазон температур, а с закрытыми окнами «приемлемая» влажность может быстро стать опасной. Тем не менее, существуют явно необоснованные «народные» причины этого явления.
Так как до 1970-х годов не было никаких сообщений о смертях от вентиляторов, считается, что данное поверье было намеренно распространено корейским правительством с целью экономии электроэнергии. 
Существует версия, что данная акция была запущена с целью продвижения на рынке бытовых услуг набирающих популярность кондиционеров.

## Домыслы о причинах
Встречаются следующие попытки рационального толкования легенды:
- Включенный вентилятор может вызвать гипотермию — переохлаждение организма[2].
- Вентилятор может вызвать затянувшуюся асфиксию из-за перемещения кислорода в комнате или переизбытка угарного газа[3].

## Реакция
В летний период корейские СМИ рапортуют о новых случаях смерти от вентилятора.
Так, в июле 1997 года англоязычная корейская газета The Korea Herald сообщила, что державшаяся около недели жаркая погода привела по меньшей мере к 10 смертельным исходам, вызванных вентиляторами. Далее сообщалось об одном из таких случаев, произошедших на востоке Сеула, когда задохнулась 16-летняя девушка, спавшая в комнате с работающим вентилятором. В заключении статьи было дано слово эксперту, который рекомендовал для предотвращения подобных случаев держать окна открытыми и не располагаться близко к вентилятору.
Корейское общество по защите прав потребителей в 2006 году сообщило, что происшествия с вентиляторами в Южной Корее входят в пятёрку наиболее распространённых летних несчастных случаев. Также сообщалось, что с 2003 по 2005 год было зафиксировано 20 смертельных исходов от асфиксии во сне, связанных с работой вентиляторов и кондиционеров.
Производящиеся в Южной Корее вентиляторы оснащены специальными таймерами, позволяющими отключать устройство через заданный промежуток времени для предотвращения несчастных случаев. Крупнейший корейский производитель вентиляторов Shinil Industrial Co. на своей продукции размещает предупреждение: «Это устройство может вызвать удушье или гипотермию».